# Eithan Urbach
Eithan Urbach  (en hebreo: אית אורבך‎) (Haifa, Israel, 12 de enero de 1977) es un nadador retirado especializado en pruebas de estilo espalda. Fue subcampeón de Europa en la prueba de 100 metros espalda en el Campeonato Europeo de Natación de 1997.
Representó a Israel en los Juegos Olímpicos de Atlanta 1996 y en Sídney 2000.

## Palmarés internacional
| Campeonato Europeo de Natación | Campeonato Europeo de Natación | Campeonato Europeo de Natación | Campeonato Europeo de Natación |
| Año                            | Lugar                          | Medalla                        | Prueba                         |
| ------------------------------ | ------------------------------ | ------------------------------ | ------------------------------ |
| 1997                           | Sevilla ( España)              | Medalla de plata               | 100 m espalda                  |
| 1999                           | Estambul ( Turquía)            | Medalla de bronce              | 100 m espalda                  |